# مانفريد كيرن
مانفريد كيرن (بالألمانية: Manfred Kern)‏ هو لاعب كرة قدم نمساوي، ولد في 13 فبراير 1964 في فيينا في النمسا. شارك مع منتخب النمسا لكرة القدم. أما مع النوادي، فقد لعب مع أدميرا فاكر مودلينغ وأوستريا فيينا ورابيد فيينا ولاسك لينتس ونادي سانت بولتن ونادي كرينز ونادي لينز.

## وصلات خارجية
- مانفريد كيرن على موقع قاعدة بيانات كرة القدم.إي يو (الإنجليزية)
- مانفريد كيرن على موقع ناشيونال فوتبول تيمز (الإنجليزية)